# 平城京左京三条二坊宮跡庭園

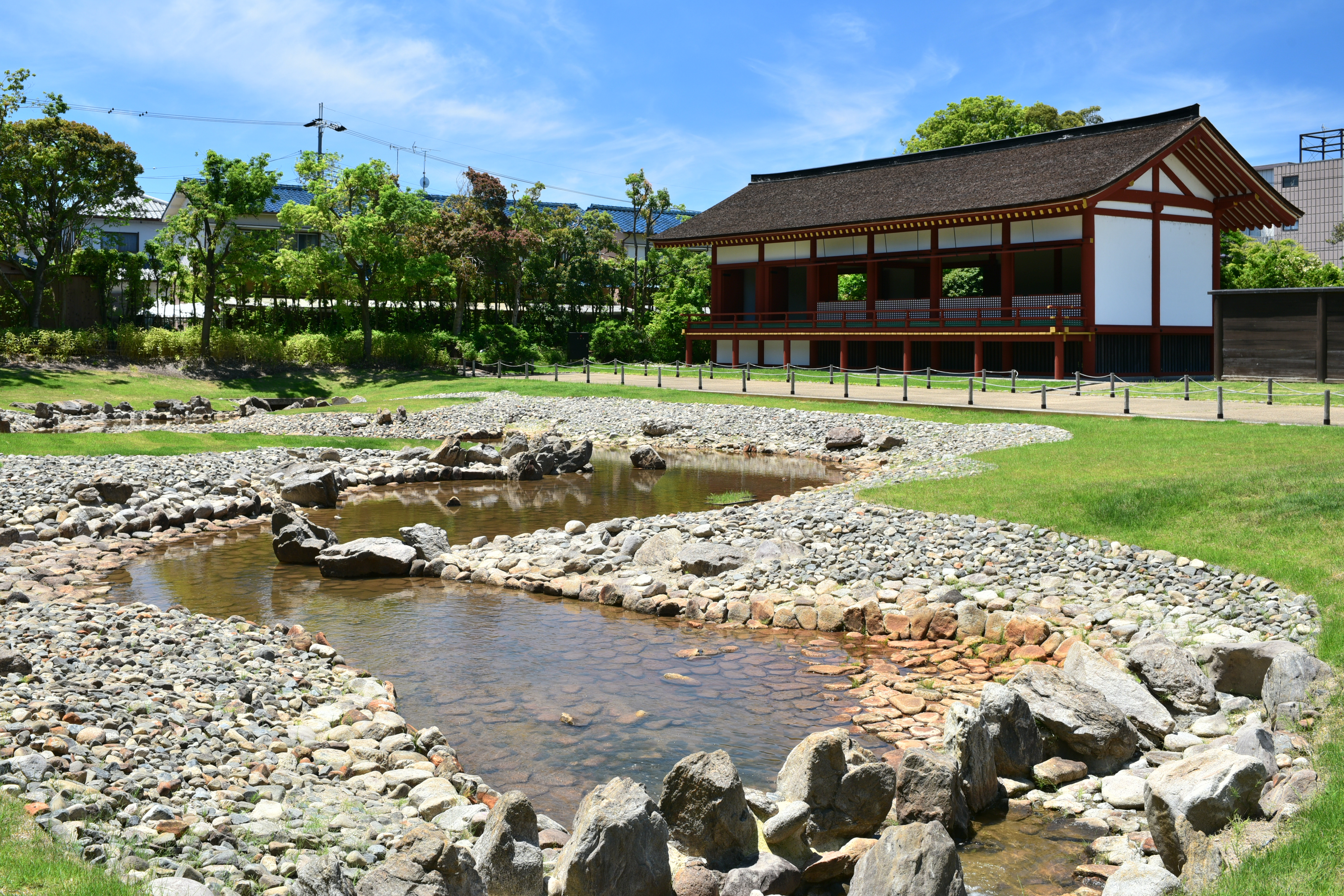
平城京左京三条二坊宮跡庭園 復原建物・園池

平城京左京三条二坊宮跡庭園（へいじょうきょうさきょうさんじょうにぼうみやあとていえん）は、奈良県奈良市三条大路にある庭園遺構。国の特別史跡・特別名勝に指定されている。

## 概要
平城京の左京三条二坊六坪に位置する。1975年（昭和50年）以来、奈良国立文化財研究所によって5回の調査が行われ、坪の中央部の庭園と園池及びその西側の建物群が確認されている。園池には底に玉石が敷き詰められた屈曲した水流の跡があり、曲水宴で使われたとみられている。他にも平城宮と同じとみられる瓦が確認されており、離宮か皇親の邸宅跡とする説もある。

## ギャラリー

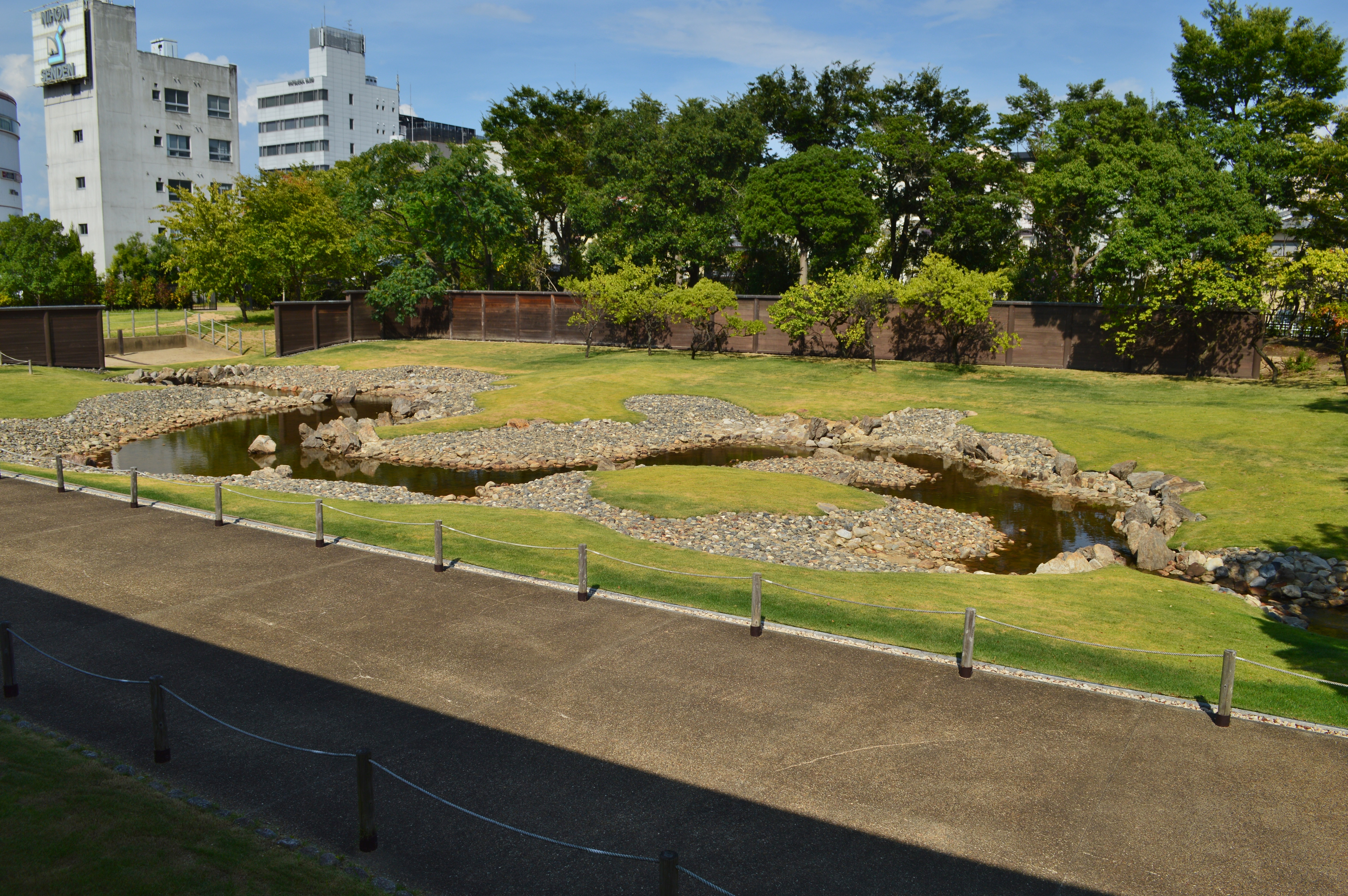
復原建物から望む庭園
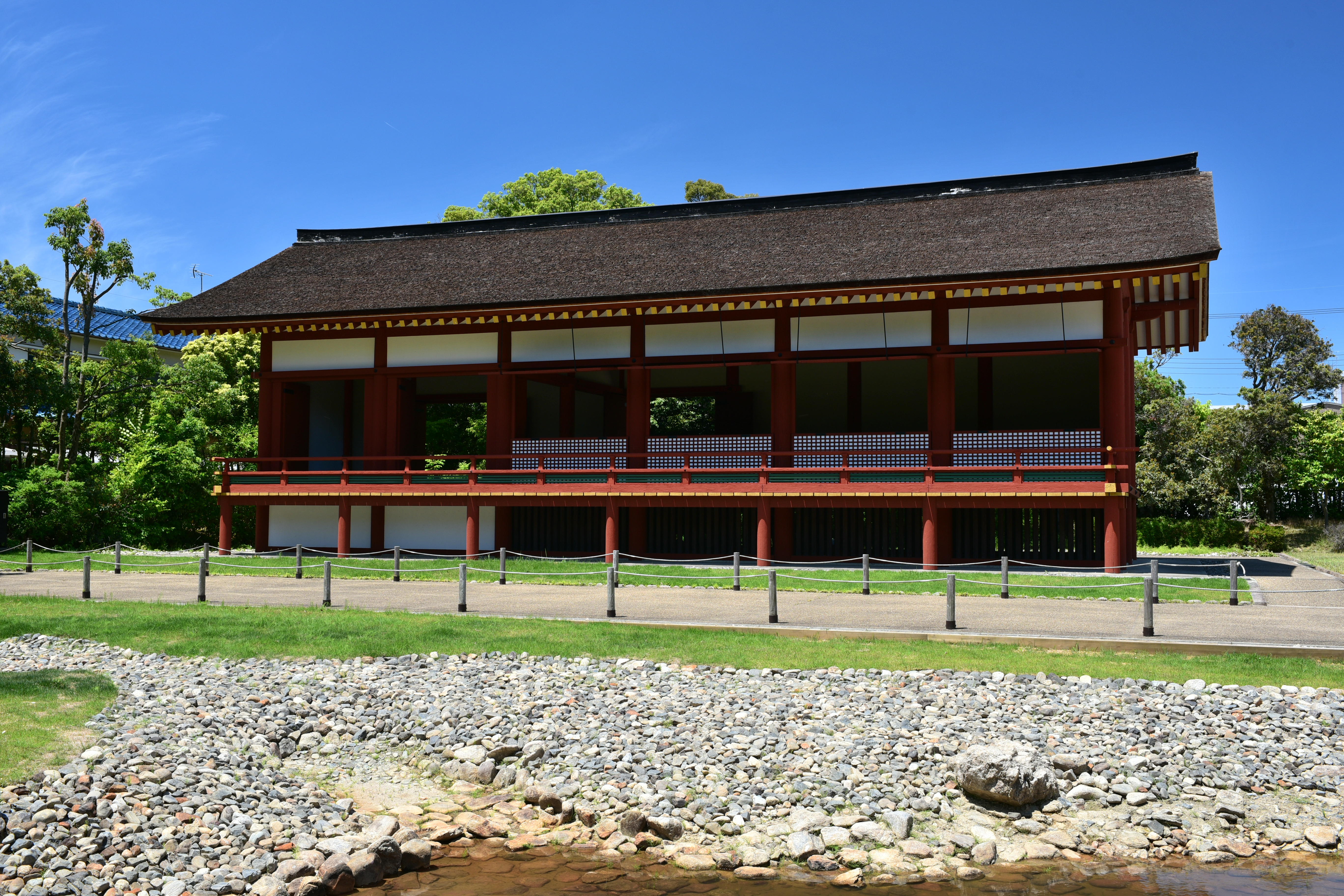
復原建物
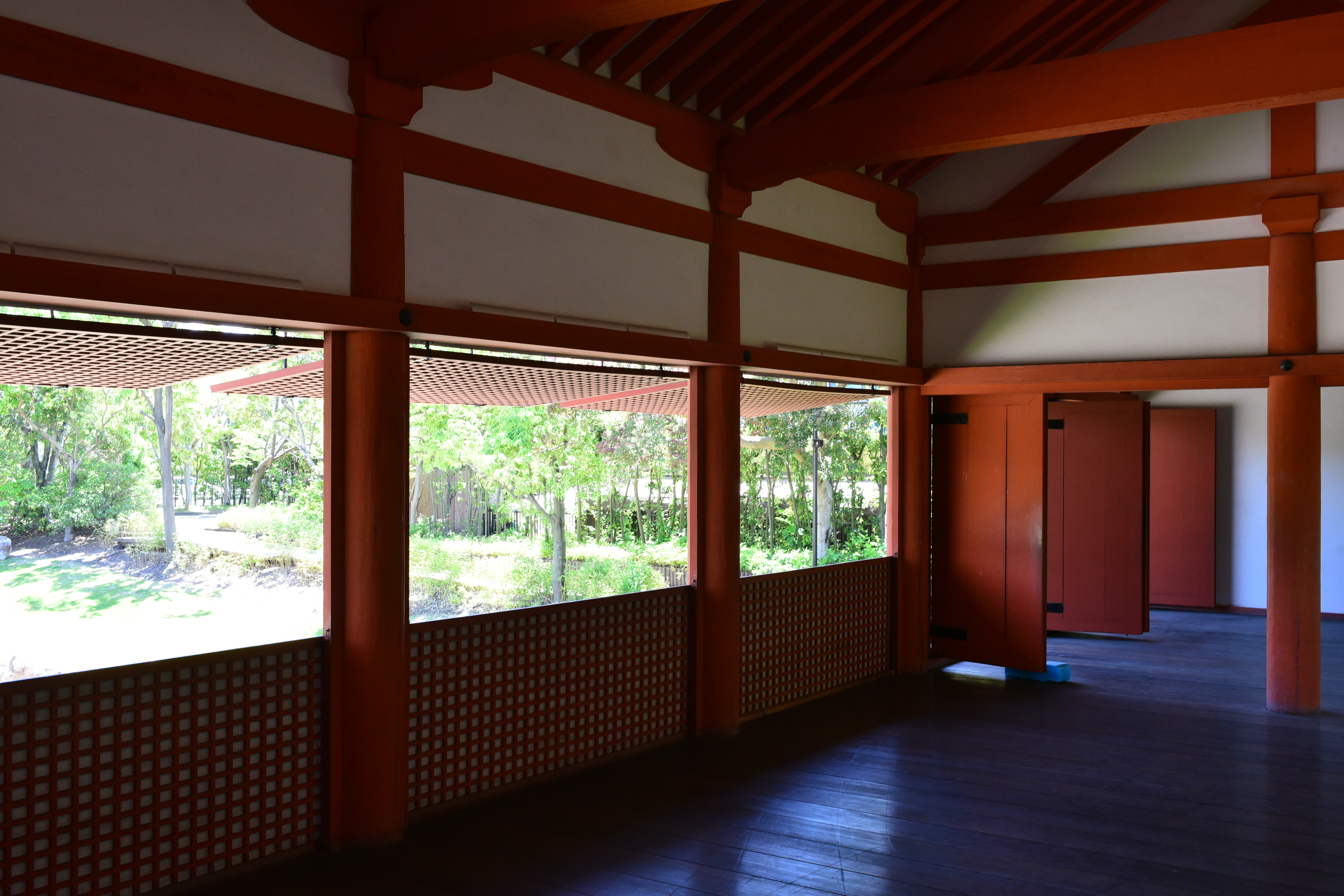
復原建物内部
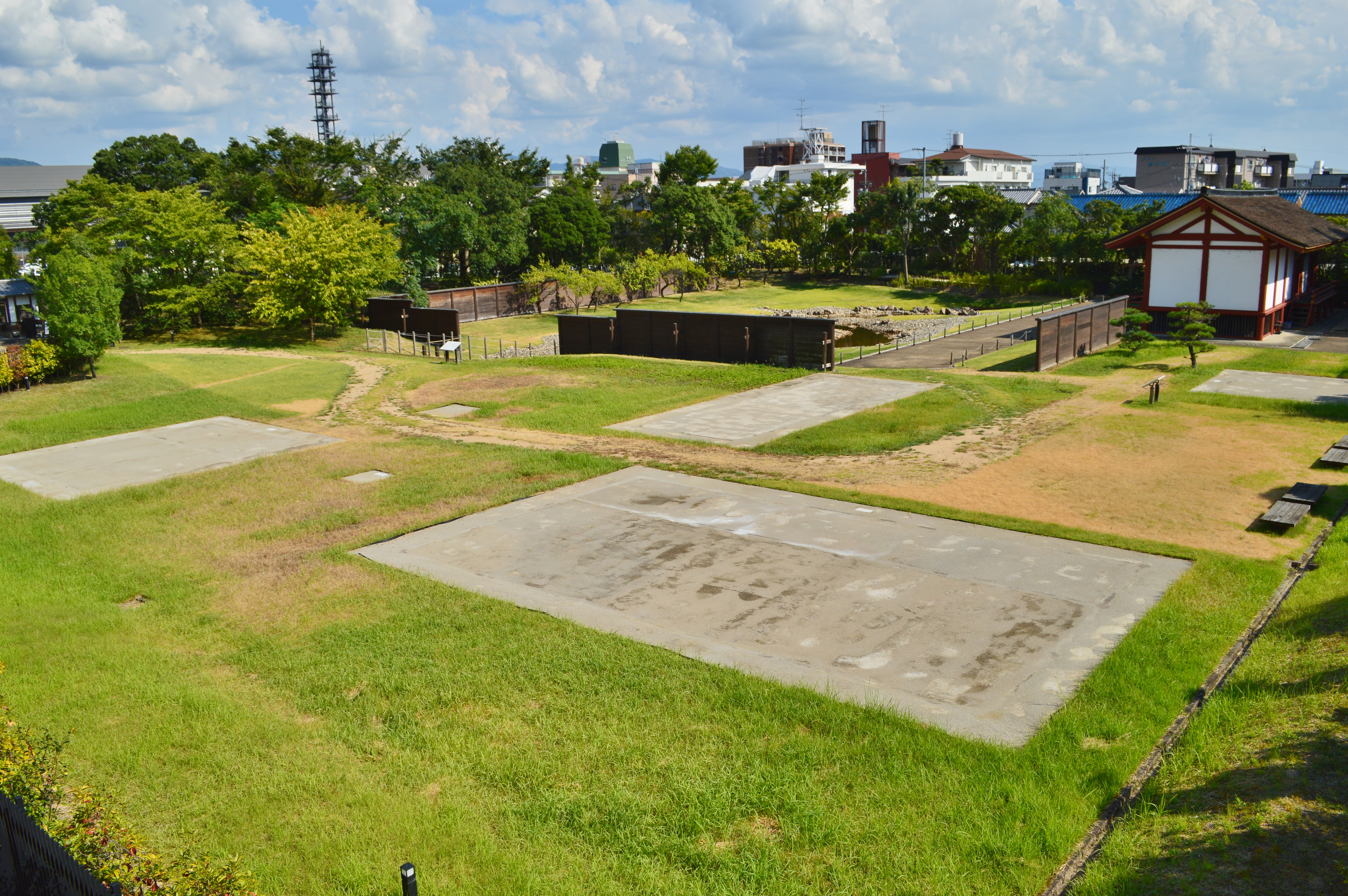
史跡地全景

## 文化財

### 国の特別史跡・特別名勝
- 平城京左京三条二坊宮跡庭園
  - 1978年（昭和53年）10月27日、国の特別史跡に指定[1]。
  - 1985年（昭和60年）1月16日、史跡範囲の追加指定[1]。
  - 1992年（平成4年）5月6日、国の特別名勝に指定[1]。
  - 2008年（平成20年）3月28日、史跡・名勝範囲の追加指定[1]。

## 関連文献
（記事執筆に使用していない関連文献）
- 『平城京左京三条二坊六坪発掘調査報告（奈良国立文化財研究所学報 第44冊）』奈良国立文化財研究所、1986年。 - リンクは奈良文化財研究所「全国遺跡報告総覧」。